# Soldiers of Jah Army
Soldiers of Jah Army, conosciuti anche con l'acronimo SOJA sono un gruppo musicale statunitense, formatosi nel 1997 ad Arlington nel Nord Virginia. Sono considerati i maggior esponenti del reggae americano. Le canzoni più conosciute sono: You and Me,
Rest of My Life, True Love, I Don't Wanna Wait e Not Done Yet.

## Storia del gruppo
Il gruppo viene formato nel 1997 dai cinque membri conosciutisi al college: Jacob Hemphill (voce e chitarra), Bob Jefferson (basso), Ryan Berty (batteria), Ken Brownell (percussioni) e Patrick O'S (tastiera). Nel 1998 pubblicano il loro primo album (Creeping In), il successo arriva soltanto nel 2007 con Get Wiser e due anni dopo con Born In Babylon. Hanno anche realizzato un live chiamato SOJA - Live in Hawaii nel 2009. Il 30 gennaio 2012 hanno pubblicato il loro ottavo album intitolato Strength to Survive che ha ottenuto un discreto successo sul web. Il cantante Jacob Hemphill ha collaborato con vari artisti della scena reggae statunitensi e internazionali, è amico del cantante tedesco Gentleman ed ha collaborato alla canzone " suffering" con il cantante e leader dei Rebelution, Eric Rachmany, la canzone è disponibile anche in versione acustica. Nel 2012 col tour Strength to Survive hanno girato il mondo, collaborando con vari artisti tra cui Falcão of O Rappa, con lui hanno realizzato una cover di Everything Changes, cantata durante un loro live in Brasile. Anche Gentleman e Dread Mar I hanno cantato una cover di Everything Changes, dimostrando che se pur il nuovo album non sia stato al pari dei precedenti, ha comunque avuto un buon ascolto.
Nel 2014 rilasciano un nuovo album "Amid the Noise and Haste" con la ATO records label. 2022 Grammy award al miglior album reggae.

## Discografia

### Album in studio
- 2002 – Peace in a Time of War
- 2004 – Dub in a Time of War
- 2006 – Get Wiser
- 2009 – Born in Babylon
- 2012 – Strength to Survive
- 2014 – Amid the Noise and Haste
- 2017 – Poetry in Motion
- 2021 – Beauty in the Silence

### EP
- 2000 – SOJA
- 2008 – Stars and Stripes
- 2012 – Mentality
- 2013 – Everything Changes

### Produzioni
- 2008 – Syr Mahber: A SOJA Production

### DVD
- 2006 – Get Wiser Live DVD
- 2009 – SOJA - Live in Hawaii

### Singoli
- 2009 – I Don't Wanna Wait
- 2010 – I Tried (Don Corleon Remix) (feat. Gentleman)
- 2012 – Not Done Yet
- 2012 – Everything Changes
- 2013 – F**k Your System (Jr Blender Mentality RMX) (feat. J Boog)
- 2013 – She Still Loves Me (feat. Collie Buddz)
- 2013 – Tell Me (Jr Blender RMX feat. Richie Campbell)
- 2014 – I Believe (feat. Michael Franti and Nahko)
- 2014 – Your Song (feat. Damian Marley)